# 睚眦

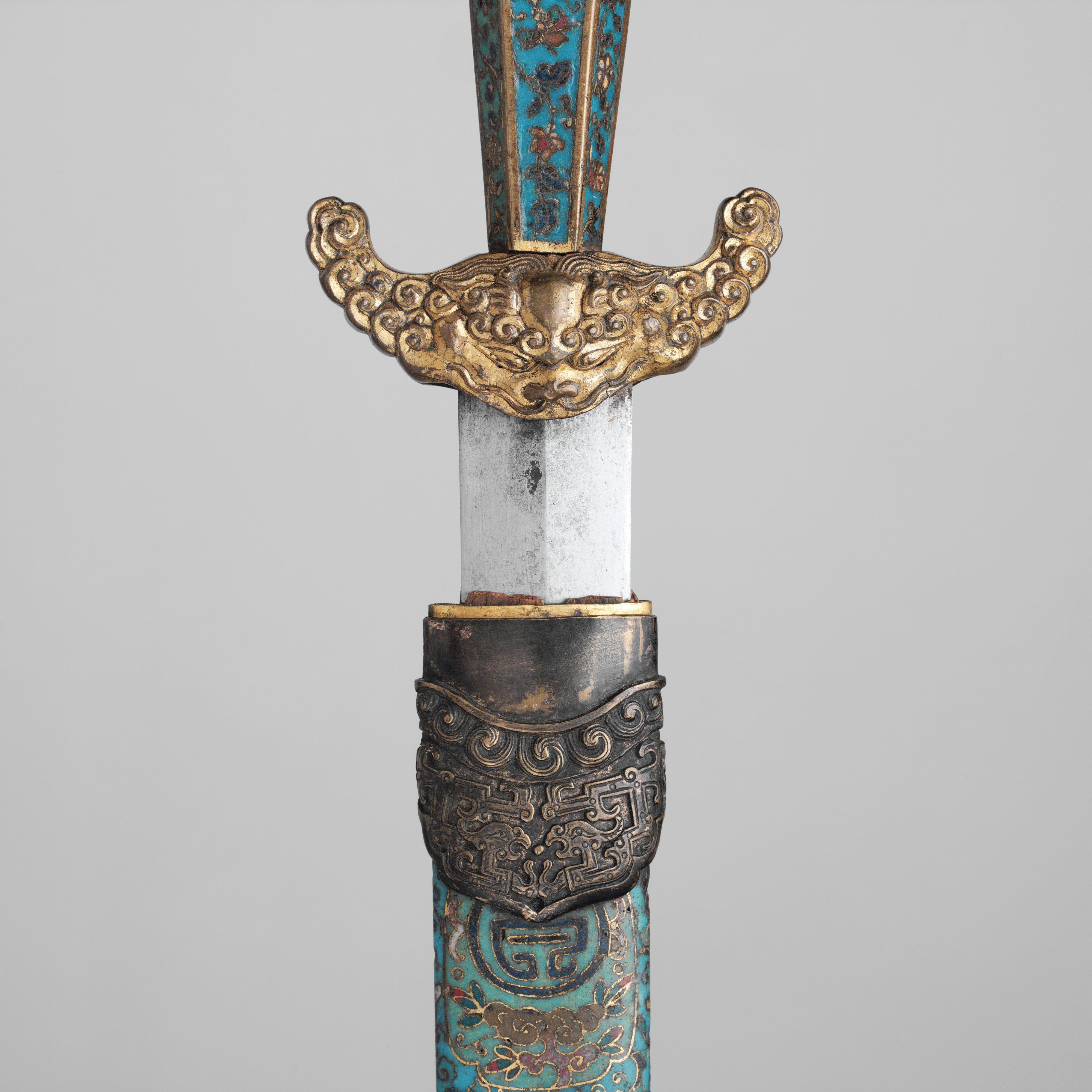
劍柄的睚眦

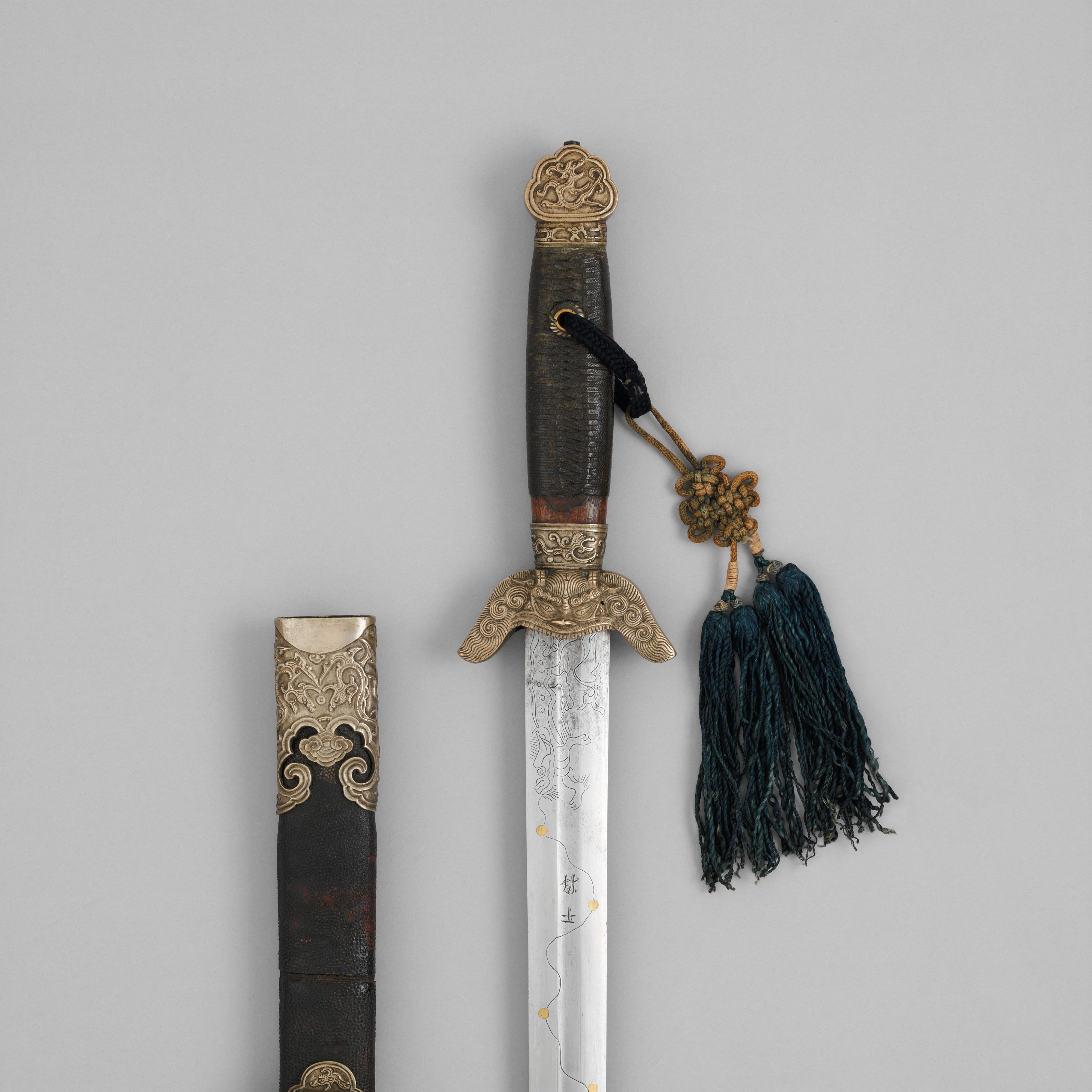
劍柄的睚眦

睚眦，龙生九子之一，龙首豺身，性格刚烈，好勇擅斗，嗜杀好斗，总是嘴衔宝剑，怒目而视，刻镂于刀环、剑柄吞口，以增加自身的强大威力。

## 衍生概念

### 瞋视
睚眦常瞋目怒视，故睚眦可代指瞋视。《史记·范雎传》评价秦相范雎是“一饭之德必偿，睚眦之怨必报。”这裡诞生了一个常用成语“睚眦必报”，意为心胸狭小，像瞪眼看自己这样极小的怨仇，也必会報復。

### 辟邪

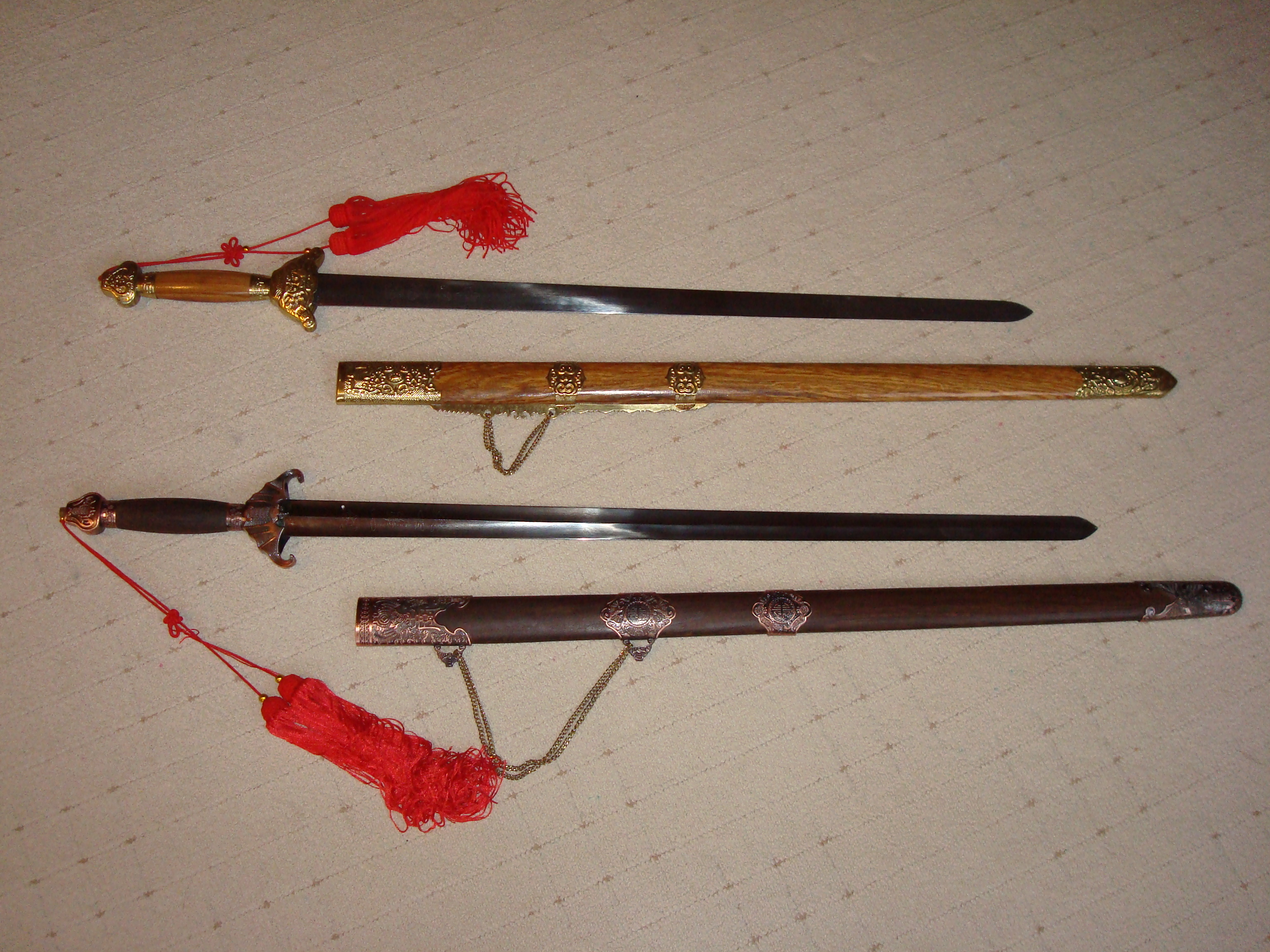
劍柄的睚眦

睚眦的骇人形象在中华文化裡有了克煞邪恶的功用，故睚眦常作为辟邪的图腾。
在古代，睚眦常作为兵器的装饰，如寶劍的剑格刻成睚眦形象，且剑身要从睚眦的口中穿出（即剑柄吞口），稱爲龍吞口。
在西南农村，人们会将睚眦口衔宝剑的样子做成雕像，挂在门楣上辟邪，称爲吞口。四川某些地方也将泰山石敢当叫做“吞口”，因两者形象有相似之处。

## 相關
- 中國妖怪列表